# لشنووولا (شهرستان پیاسچنو)
لشنووولا (به لاتین: Lesznowola) یک روستا در لهستان است که در گمینا لشنووولا واقع شده است. لشنووولا ۴۰۰ نفر جمعیت دارد.